# 松山地方検察庁
松山地方検察庁（まつやまちほうけんさつちょう）は、愛媛県松山市にある日本の地方検察庁の一つで、愛媛県を管轄している。略称は、松山地検（まつやまちけん）。大洲、西条、今治、宇和島に支部を置いている。

## 所在地
- 本庁 - 松山市一番町四丁目4番地1 松山法務総合庁舎
- 大洲支部 - 大洲市大洲845番地の3
- 西条支部 - 西条市明屋敷168番地の2
- 今治支部 - 今治市旭町一丁目3番地3
- 宇和島支部 - 宇和島市鶴島町8番19号

## 管轄
- 本庁
  - 松山区検察庁（松山市・伊予市・東温市・上浮穴郡・伊予郡・喜多郡内子町（小田支所の所管区域）
- 大洲支部
  - 大洲区検察庁（大洲市・喜多郡内子町（小田支所の所管区域を除く）
  - 八幡浜区検察庁(八幡浜市・西予市（三瓶総合支所の所管区域）・西宇和郡)
- 西条支部
  - 西条区検察庁（西条市）
  - 新居浜区検察庁（新居浜市・今治市（宮窪町四阪島）
  - 四国中央区検察庁（四国中央市）
- 今治支部
  - 今治区検察庁（今治市（宮窪町四阪島を除く）・越智郡）
- 宇和島支部
  - 宇和島区検察庁（宇和島市・西予市（三瓶総合支所の所管区域を除く）・北宇和郡）
  - 愛南区検察庁（南宇和郡）